# Německá otázka

Střední Evropa kolem roku 1820: Pruské království (modře), Rakouské císařství (žlutě) a nezávislé německé státy (šedě). Červená linie označuje hranici Německého spolku. Prusko i Rakousko ovládaly ještě další území vně Spolku.

Německá otázka (německy Deutsche Frage, někdy též Deutschlandfrage - otázka Německa) byla politická debata v 19. století zejména během revoluce v roce 1848 o nejlepším možném způsobu dosažení sjednocení Německa. Velkoněmecké řešení mělo sdružovat všechny německojazyčné národy v jediném státě. Tuto variantu podporovalo Rakouské císařství. Maloněmecká koncepce (Kleindeutsche Lösung) počítala pouze se sjednocením severoněmeckých států a nezahrnovala Rakousko. Tento návrh upřednostňovalo Pruské království.
Postupem času se vytvořil názor na koncepci třetího Německa, tj. Německa bez Pruska i Rakouska, tato myšlenka se však téměř neujala.
Oba proudy byly někdy též označovány výslednou formou státu, kterou prosazovaly, tedy Kleindeutschland („Maloněmecko“) a Großdeutschland („Velkoněmecko“). Obě hnutí ovšem byla součástí sílícího německého nacionalismu a oba proudy měly společný základ v tehdejších snahách o vytvoření jednotného národního státu s obyvatelstvem stejného jazyka a etnicity, podobně jako v případě sjednocení Itálie pod žezlem savojské dynastie či srbského povstání proti Turkům.

## Historie
V letech 1815 až 1866 existovalo v rámci Německého spolku 37 nezávislých německojazyčných států.
V době studené války pojem „německá otázka“ zahrnoval také otázku rozdělení a znovusjednocení Německa.